# أب مورد دم لوداب (لوداب)
أب مورد دم لوداب (بالفارسية: آب مورد دم لوداب) هي قرية تقع في إيران في قسم لوداب الريفي. يقدر عدد سكانها بـ 663 نسمة .